# Kennett River
Kennett River ist ein kleiner Küstenort und Fluss an der Otway Coast in Victoria, Australien. Der Ort liegt 174 Kilometer westlich von Melbourne, ist 100 Kilometer von Geelong und 44 Kilometer von Colac entfernt. Kennett River liegt an der Great Ocean Road und wird häufig von Touristen des 27 Kilometer entfernten Orts Lorne aufgesucht.

## Geschichte
Für den Ort war der Entdeckungsreisende George Smythe namensgebend, der den australischen Fluss nach dem River Kennet in Berkshire in Großbritannien benannte.
1882 kamen die Brüder Alex und Donald MacRea und ihr Cousin Alex MacLennan auf der Suche nach Farmland und Fischgründen in dieses Gebiet. Die MacRaes bauten eine Farm auf, die sie The Wye nannten, nach einem Fluss in Großbritannien. Alex MacLennan siedelte etwas weiter westlich und nannte den Platz The Kennett, woraus später der Ort Kennett River wurde.
Das Kennet River Post Office öffnete am 15. Dezember 1938 und wurde um 1964 geschlossen.

## Tourismus
Das Gebiet ist wegen seiner Aussichten auf die Küste bekannt, für den Great-Otway-Nationalpark und für die Gelegenheiten zum Surfen. Touristen, die Koalas sehen wollen, können sie mit ziemlich großer Sicherheit in einem ein bis zwei Kilometer breiten Waldstück an der Grey River Road sehen, die von der Great Ocean Road abzweigt.
Kennett River hat einen Surf Lifesaving Club (SLSC).